# Born in the Echoes
| Совокупная оценка    | Совокупная оценка |
| Источник             | Оценка            |
| -------------------- | ----------------- |
| Metacritic           | 72/100            |
| Оценки критиков      |                   |
| Источник             | Оценка            |
| AllMusic             | [ 2 ]             |
| Consequence of Sound | B                 |
| Pitchfork Media      | 7.8/10            |
| Q                    | [ 5 ]             |
| Rolling Stone        | [ 6 ]             |
| NME                  | 8/10              |
| Under the Radar      | 8/10              |
| Mojo                 | [ 9 ]             |
| The Daily Telegraph  | [ 10 ]            |
| The Independent      | [ 11 ]            |

Born in the Echoes — восьмой студийный альбом британской группы The Chemical Brothers вышел 17 июля 2015 года на лейбле Virgin EMI. Диск возглавил хит-парад Великобритании UK Albums Chart.
7 декабря 2015 года был номинирован на премию Грэмми-2016 в категории Лучший танцевальный/электронный альбом.

## История
Первый альбомный сингл «Sometimes I Feel So Deserted» вышел 21 апреля 2015 года. Второй сингл с этого альбома под названием «Go» вышел 5 мая. Третий сингл «Under Neon Lights» был издан 23 июня 2015 года при участии St. Vincent; она была указана под её настоящим именем Энни Эрин Кларк (Annie Clark, вокал).
Релиз альбома состоялся 17 июля 2015 года.

## Список композиций
| №                   | Название                       | Автор(ы)                                            | Длительность |
| ------------------- | ------------------------------ | --------------------------------------------------- | ------------ |
| 1.                  | «Sometimes I Feel So Deserted» | Tom Rowlands Ed Simons Moise Laporte Kenneth Bobien | 5:11         |
| 2.                  | «Go»                           | Rowlands Simons Kamaal Fareed                       | 4:20         |
| 3.                  | «Under Neon Lights»            | Rowlands Simons Annie Clark                         | 4:26         |
| 4.                  | «EML Ritual»                   | Rowlands Simons Ali Love                            | 5:20         |
| 5.                  | «I'll See You There»           | Rowlands Simons Bill Bissett                        | 4:20         |
| 6.                  | «Just Bang»                    | Rowlands Simons                                     | 5:21         |
| 7.                  | «Reflexion»                    | Rowlands Simons                                     | 6:29         |
| 8.                  | «Taste of Honey»               | Rowlands Simons                                     | 2:59         |
| 9.                  | «Born in the Echoes»           | Rowlands Simons Cate Le Bon                         | 3:26         |
| 10.                 | «Radiate»                      | Rowlands Simons Colin Stetson                       | 4:39         |
| 11.                 | «Wide Open»                    | Rowlands Simons Beck                                | 5:54         |
| Общая длительность: | Общая длительность:            | Общая длительность:                                 | 52:25        |

| №                   | Название                   | Автор(ы)               | Длительность |
| ------------------- | -------------------------- | ---------------------- | ------------ |
| 12.                 | «Let Us Build a City»      | Rowlands Simons        | 4:34         |
| 13.                 | «Wo Ha»                    | Rowlands Simons        | 4:30         |
| 14.                 | «Go» (extended mix)        | Rowlands Simons Fareed | 5:54         |
| 15.                 | «Reflexion» (extended mix) | Rowlands Simons        | 7:19         |
| Общая длительность: | Общая длительность:        | Общая длительность:    | 74:12        |

## Чарты
| Чарт (2015)                            | Высшая позиция |
| -------------------------------------- | -------------- |
| Австралия (ARIA)                       | 5              |
| Австрия (Ö3 Austria)                   | 10             |
| Бельгия/Фландрия (Ultratop)            | 2              |
| Бельгия/Валлония (Ultratop)            | 8              |
| Нидерланды (Album Top 100)             | 4              |
| Франция (SNEP)                         | 29             |
| Германия (Offizielle Top 100)          | 10             |
| Италия (Classifica album)              | 5              |
| Ирландия (IRMA)                        | 4              |
| New Zealand Albums (Recorded Music NZ) | 10             |
| Швейцария (Schweizer Hitparade)        | 2              |
| Великобритания (UK Albums Chart)       | 1              |
| США (Billboard 200)                    | 73             |

## Сертификации
| Регион | Сертификация | Продажи |
| --- | ------------ | ------- |
| Великобритания (BPI) | Серебряный   | 60 000  |
| * Данные о продажах приведены только на основе сертификации. ^ Данные о тиражах приведены только на основе сертификации. |              |         |

## Награды и номинации
| Год  | Организация   | Награда                                | Результат | Ссылка |
| ---- | ------------- | -------------------------------------- | --------- | ------ |
| 2016 | Grammy Awards | Лучший танцевальный/электронный альбом | Номинация | [ 12 ] |